# 제주시 조천도서관
제주시 조천도서관은 대한민국 제주특별자치도의 공공도서관이다.

## 연혁
1999년에 제주도 북제주군(지금의 제주특별자치도 제주시)이 조천읍도서관이라는 이름으로 개관하였다. 2002년 북제주군이 직제를 개편함에 따라 문화공보과에 소속되었다가, 2006년 북제주군이 폐지되면서 제주특별자치도로 이관되었다.
그러나 제주특별자치도의회가 6개월여만에 도서관 업무를 관할 행정시장이 맡도록 조례를 개정하면서, 제주특별자치도의 도서관 중 우당도서관, 탐라도서관, 애월읍도서관, 한경면도서관, 조천읍도서관, 제주 기적의 도서관의 사무가 2007년에 제주시로 이관되었다. 이에 따라 제주시는 문화산업국에 우당도서관과 탐라도서관을 두고, 이관 받은 도서관 중 조천읍도서관, 제주시 기적의 도서관을 우당도서관이 관리하도록 하였다. 이후 2008년 제주특별자치도 공공도서관 설치 및 운영조례가 제정되고 조천읍도서관은 조천도서관으로 개칭 되었으나, 2014년 다시 한번 도서관의 명칭 변경에 따라 현재 조천읍도서관으로 운영되고 있으며, 2018년 조직개편 등에 따라 제주시 문화관광체육국 산하 우당도서관에서 제주시 기적의도서관, 조천읍도서관을 관리하고 있다.

## 현황

### 소장 자료
2022년 10월 기준 도서 67,854권, 비도서 2,391점을 소장하고 있다.

### 시설
도서관 건물은 지하 1층, 지상 2층 규모로 제주특별자치도 제주시 조천읍 일주동로 1189 에 위치하고 있다. 구체적인 자료실 및 편의시설 배치는 다음과 같다.
- 지하 1층 : 서예실, 서고
- 1층 : 일반열람실, 정보이용실, 다목적강당
- 2층 : 종합자료실, 휴게실

### 이용 시간
- 종합자료실 : 평일 09:00 ~ 22:00, 토·일요일·공휴일 09:00 ~ 18:00
- 정보이용실 : 09:00 ~ 18:00
- 일반열람실 : 08:00 ~ 22:00
- 휴관일 : 매주 금요일, 1월 1일, 설·추석 연휴, 12월 31일, 임시공휴일(대체휴일)

### 회원 자격
- 제주특별자치도 제주시 조천읍에 주민등록이 되어 있는 도민(만 7세 이상)
- 제주특별자치도 소재 직장인 및 학생
- 제주특별자치도 거주 외국인

### 자료 대출 규정
- 대출자격 : 회원증을 소지한 본인에 한해 도서 대출
- 대출권수 : 1인 5권
- 대출기한 : 15일(대출일 포함)